# IKBKG
IKBKG (англ. Inhibitor of nuclear factor kappa B kinase subunit gamma) – білок, який кодується однойменним геном, розташованим у людей на X-хромосомі. Довжина поліпептидного ланцюга білка становить 419 амінокислот, а молекулярна маса — 48 198.
| 10         |  | 20         |  | 30         |  | 40         |  | 50         |
| ---------- |  | ---------- |  | ---------- |  | ---------- |  | ---------- |
| MNRHLWKSQL |  | CEMVQPSGGP |  | AADQDVLGEE |  | SPLGKPAMLH |  | LPSEQGAPET |
| LQRCLEENQE |  | LRDAIRQSNQ |  | ILRERCEELL |  | HFQASQREEK |  | EFLMCKFQEA |
| RKLVERLGLE |  | KLDLKRQKEQ |  | ALREVEHLKR |  | CQQQMAEDKA |  | SVKAQVTSLL |
| GELQESQSRL |  | EAATKECQAL |  | EGRARAASEQ |  | ARQLESEREA |  | LQQQHSVQVD |
| QLRMQGQSVE |  | AALRMERQAA |  | SEEKRKLAQL |  | QVAYHQLFQE |  | YDNHIKSSVV |
| GSERKRGMQL |  | EDLKQQLQQA |  | EEALVAKQEV |  | IDKLKEEAEQ |  | HKIVMETVPV |
| LKAQADIYKA |  | DFQAERQARE |  | KLAEKKELLQ |  | EQLEQLQREY |  | SKLKASCQES |
| ARIEDMRKRH |  | VEVSQAPLPP |  | APAYLSSPLA |  | LPSQRRSPPE |  | EPPDFCCPKC |
| QYQAPDMDTL |  | QIHVMECIE  |  |            |  |            |  |            |

A: Аланін

C: Цистеїн

D: Аспарагінова кислота

E: Глутамінова кислота

F: Фенілаланін

G: Гліцин

H: Гістидин

I: Ізолейцин

K: Лізин

L: Лейцин

M: Метіонін

N: Аспарагін

P: Пролін

Q: Глутамін

R: Аргінін

S: Серин

T: Треонін

V: Валін

W: Триптофан

Кодований геном білок за функцією належить до фосфопротеїнів. 
Задіяний у таких біологічних процесах, як взаємодія хазяїн-вірус, транскрипція, регуляція транскрипції, пошкодження ДНК, альтернативний сплайсинг. 
Білок має сайт для зв'язування з іонами металів, іоном цинку. 
Локалізований у цитоплазмі, ядрі.